# Maleboux
Maleboux es un colectivo musical oriundo de Buenos Aires, Argentina liderado por Macabre y Agustín Rocino, ambos miembros de Catupecu Machu .

## Historia
El sonido de la banda deambula por diversos estilos siendo el común denominador el beat de baile y el estado tribal de la danza.  
En vivo Maleboux plantea dos sets diferentes, uno con el formato tradicional de banda conformado por batería, bajo, teclados y voces, y otro con un set reducido emulando el concepto de DJ donde realizan un continuado de versiones de clásicos y remixan temas de la banda con una instrumentación más orientada a la electrónica. 
El primer EP, Perfume Solar, salió a la luz en octubre de 2017 y consta de 4 canciones y una de ellas es una versión de Gimme all Your Lovin', de ZZ Top. En el segundo lanzamiento de la banda que data de 2018, participan varios invitados como Vale Acevedo, Stylo Caro, Dj Nonamz y Zero.
A fines de 2018, la banda editó un álbum de remixes denominado Nectar en el que participan DJs y productores de la escena Argentina como DJ JMP, Alonso Morning, T.i.N, Stylo Caro, Niko Mayer y Argerax.

## Discografía
- Perfume Solar, 2017
- Astrolavers, 2018
- Nectar [Remixes], 2018
- Impar, 2019
- Reset 0, 2020
- Reset 1, 2021